# Tescott
Tescott és una població dels Estats Units a l'estat de Kansas. Segons el cens del 2000 tenia 339 habitants.

## Demografia
Segons el cens del 2000, Tescott tenia 339 habitants, 133 habitatges, i 88 famílies. La densitat de població era de 385 habitants/km².
Dels 133 habitatges en un 36,1% hi vivien nens de menys de 18 anys, en un 54,1% hi vivien parelles casades, en un 10,5% dones solteres, i en un 33,1% no eren unitats familiars. En el 30,1% dels habitatges hi vivien persones soles el 15,8% de les quals corresponia a persones de 65 anys o més que vivien soles. El nombre mitjà de persones vivint en cada habitatge era de 2,55 i el nombre mitjà de persones que vivien en cada família era de 3,18.
Per edats la població es repartia de la següent manera: un 32,2% tenia menys de 18 anys, un 5,6% entre 18 i 24, un 29,2% entre 25 i 44, un 19,2% de 45 a 60 i un 13,9% 65 anys o més.
L'edat mediana era de 35 anys. Per cada 100 dones de 18 o més anys hi havia 94,9 homes.
La renda mediana per habitatge era de 37.813 $ i la renda mediana per família de 44.375 $. Els homes tenien una renda mediana de 31.250 $ mentre que les dones 15.938 $. La renda per capita de la població era de 16.839 $. Entorn de l'11% de les famílies i el 17,8% de la població estaven per davall del llindar de pobresa.

## Poblacions més properes
El següent diagrama mostra les poblacions més properes.